# Artur Rozmysłowicz
Artur Rozmysłowicz (ur. 16 września 1979 w Warszawie) – altowiolista, prowadzący grupę altówek Filharmonii im. Witolda Lutosławskiego we Wrocławiu, członek Lutosławski Quartet.
Absolwent Akademii Muzycznej im. F. Chopina w Warszawie w klasie altówki prof. Błażeja Sroczyńskiego. W latach 2004–2006 stypendysta Guildhall School of Music and Drama w Londynie w klasie mistrzowskiej prof. Jacka Glickmana. Jako muzyk solista na stałe związany jest z Orkiestrą Filharmonii Wrocławskiej. Uczestnik wielu kursów mistrzowskich m.in. w Łańcucie, Puebli (Meksyk), Londynie, Ottawie (Kanada), na Zamku Książ. Doskonalił swe umiejętności m.in. u P. Zukermana, M. Tree, S. Kamasy, S. Popowa, członków Guarneri Quartet, Takács Quartet, Heine Quartet oraz Kwartetu Śląskiego.
Zapraszany na festiwale muzyczne, m.in. takie jak: Warszawska Jesień, Międzynarodowy Festiwal Kameralistyki Ensemble, Wratislavia Cantans, Festiwal Beethovenowski, Festiwale Organowe w Szczecinie i Zakopanem, Łańcuch, La Frentana, Jazztopad, Pacific Music Festival (Sapporo – Japonia), Paxos International Music Festival (Grecja), festiwal Muzyka na Szczytach, Chopin i jego Europa, Muzyczne przestrzenie, Tansmania, Klara Festival
w Brukseli. Jako kameralista występował również na festiwalach teatralnych, m.in. Edinburgh Festival Fringe, SESC Belenzinho (São Paulo).
Współpracował z London Symphony Orchestra, National Basque Orchestra, Sinfonia Juventus, Polską Orkiestrą Radiową, World Orchestra For Peace. Koncertował z wieloma wybitnymi dyrygentami, m.in.: Jackiem Kaspszykiem,
Gabrielem Chmurą, Michaelem Tilsonem Thomasem, Valerym Gergievem, sir Colinem Davisem, Yakovem Kreizbergiem. Występował w większości krajów Europy, Azji oraz obu Ameryk.